# HMS Hibiscus (K24)
HMS Hibiscus (K24) je bila korveta razreda flower Kraljeve vojne mornarice in kasneje Vojne mornarice ZDA, ki je bila operativna med drugo svetovno vojno.

## Zgodovina
2. maja 1942 so korveto predali Vojni mornarici ZDA, kjer so jo preimenovali v USS Spry (PG-64). 26. avgusta 1945 so ladjo vrnili Kraljevi vojni mornarici, ki jo je nato prodala. Preurejena je bila v trgovsko ladjo in preimenovana v Madonna. Ladjo so leta 1955 razrezali v Hong Kongu.